# Yo-Yo Boing!
Yo-Yo Boing! (1998) es la primera novela escrita en espanglish. La autora es Giannina Braschi, una poeta puertorriqueña residente en Nueva York.
Yo-Yo Boing! es un ejemplo de la literatura posmoderna.  Es una mezcla de géneros literarios, incluyendo la poesía en prosa, el teatro, el ensayo, y la ficción. También es una mezcla de tres idiomas: español, espanglish e inglés.  La obra aborda del tema de la hibridez cultural vivida en los Estados Unidos por los inmigrantes latinoamericanos y los puertorriqueños. La hibridez, la ironía cruel, y la violencia social son los rasgos definitorios de Yo-Yo Boing!  La novela expresa el proceso cultural de tantos hispanos que han emigrado a los Estados Unidos.  Explora también las tres opciones políticas de Puerto Rico: nación, colonia, y estado.  
El título hacía referencia a un famoso comediante de Puerto Rico apodado igual (el comediante Luis Antonio Rivera se llama Yoyo Boing).
El libro es experimental y plantea un bilingüismo e identidad nomádica. Braschi utiliza una alternancia de código para subrayar la complejidad de vivir simultáneamente en más de una cultura y una lengua. La novela dramática juega con el lenguaje, “el desafío a las estructuras sociales, culturales y lingüísticas así también como por un interés en las categorías genéricas y el acto mismo de la escritura.”  Está llena de juegos lingüísticos, las parodias, la teatralidad y los recorridos por la ciudad de Nueva York, San Juan, París y Madrid. Incluye referencias a temas tan diversos como obsesiones, la política americana, el racismo, discriminación de género y la guerra. 

## Ejemplo del bilingüismo enYo-Yo Boing!
If I respected languages like you do, I wouldn't write at all. El muro de Berlín fue derribado. Why can't I do the same? Desde la Torre de Babel, las lenguas han sido siempre una forma de divorciarnos del resto de la humanidad. Poetry must find ways of breaking distance. I'm not reducing my audience. On the contrary, I'm going to have a bigger audience with the common markets—in Europe—in America. And besides, all languages are dialects that are made to break new grounds. I feel like Dante, Petrarca and Boccaccio, and I even feel like Garcilaso forging a new language. Saludo al Nuevo siglo, el siglo del nuevo lenguaje en América, y le digo adiós a la retórica separatista y a los atavismos.
Yo-Yo Boing! p. 142.